# Българска рок музика
Българската рок музика се появява в края на 1960-те години.

## История
През 1960-те години в България се слушат естрадни песни от български композитори, по радиото звучат Лили Иванова, Емил Димитров, Борис Годжунов, Маргарита Радинска, Мария Нейкова, Стефан Воронов (загинал млад при автомобилна катастрофа), Паша Христова (загинала при самолетна катастрофа) и др. Едва след 1969 г., и то много рядко, по радиостанциите започват да се пускат по някоя песен на Том Джоунс, Бийтълс, Енгелберт Хъмпърдинг. За рок и дума не можело да става. Точно тогава, когато е било много трудно да се пробие с рок, цензурата е голяма, било е силно ограничено да се свири „западна музика“.
Една от първите рок-групи в България е Сребърните гривни, основана през 1964 година в София. В нея членуват Валентин Стефанов – вокал и китара, Александър Петрунов – бас и вокал, Трошан Владовски – китара и вокал, Жоржан Банов – ударни и вокал. Със състава понякога пеят Борис Годжунов и Георги Минчев. Често те изпълняват кавъри на Shadows и български фолклорни обработки в поп и рок аранжимент.
Друга известна рок-група в България в миналото е Бъндараците, наименувана на Лорд Бънди. В нея членуват братята Димитър и Иван Милеви, Леви, както Кирил Маричков и Петър Цанков, които през 1966 година напускат и основават състава Щурците. В него освен Кирил Маричков – бас и вокал и Петър Цанков – ударни, членуват и Веселин Кисьов – китара, и Петър Гюзелев – китара и вокал.
Щурците се превръщат в най-популярния състав в България за онова време. Това, което са Ролинг Стоунс и Дийп Пърпъл за Англия. Групата минава през няколко периода на развитие. Началните ѝ творчески години са свързани с много трудности от материално естество. Консервативната комунистическа цензура също играе роля на спирачка. Първите песни на Щурците са отчасти в стил Бийтълс. Скоро, обаче, стилът на състава става оригинален, и те започват да приличат все повече на себе си. Хората ги харесват и под техен натиск цензурата ги пропуска. С тях често участва и Георги Минчев – вокал. Най-известни песни от шестдесетте години са „Веселина“ – 1968, „Звън“ – 1968, „Стар албум“ – 1969, „Малкият светъл прозорец“, „Изпращане“, както „Бяла тишина“ и „Снегът на спомена“ (с Георги Минчев). По-късно възникват и други групи, като Сигнал, Диана Експрес, Тангра, Паралел 42 и Импулс, Спринт които стават символи на българския рок.
В средата на 80-те години се появяват и някои от първите метъл групи като Атлантик, БТР, Ера, Ахат и Епизод. Също така се развива и пънкът, който по това време е цензуриран от властта. Най-известните пънк групи по това време са Контрол, Ревю, Кале и Нова Генерация. Едни от първите метъл и пънк албуми са BG Rock I(Контрол и Нова Генерация), BG Рок II(Ера и Конкурент), Походът (Ахат) и Гладиатор (Импулс).
Истинското развитие рок музиката получава след 10 ноември 1989 година, когато потисканите дотогава творци, излизат на площадите и създават истинския облик на рок сцената. Сред най-изтъкнатите имена от онова време са Подуене блус бенд, Милена, Ер малък, а също така и някои нови имена като Монолит, Електрик шок, БГ рок, Киора и други.
Въпреки безспорните си качества, опитите на българския рок да излезе на световната сцена са неудовлетворителни. Голяма част от рок-бандите записват парчета и на английски език. Но българския рок остава незабелязан, за разлика от автентичния български фолклор.
През 2001 година, с появата на БГ радио се появява алтернатива за популяризирането на българската музика и българския рок.
В началото на 2004 година се появява новото поколение български рок групи, които се опитват да заимстват от сиатълската гръндж сцена. Малко по-малко сиатълската музика разделя рок групите в България, като част от тях се опитват да изтупат от прахта рокът, който вече е в историята, а другата част се опитват да звучат като своите съвременни колеги.
Към днешна дата сред най-успешните ъндърграунд групи са smallman, Сепуко 6, Odd Crew, Saltriver и много други.

## Рок фестивали
Фестивали посветени на рок музиката в България са:
- София рок фест – организиран в град София (от 1987 година)
- Цвете за Гошо – организиран в град София в памет на Георги Минчев
- Национална рок фиеста – организиран в град Разград (от 1995 година)
- Берксток – организиран в град Берковица (1998 – 2005, от 2011 година)
- Калиакра Рок Фест – организиран в град Каварна (от 2006 година)
- Миндя рок фест – организиран в село Миндя, край Велико Търново (от 2009 година)